# William Robertson Boggs

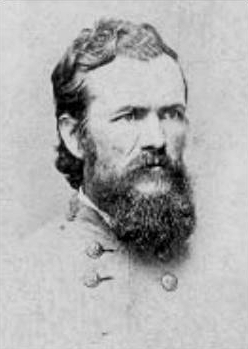
William Robertson Boggs

William Robertson Boggs (* 18. März 1829 in Augusta, Georgia; † 11. September 1911 in Winston-Salem, North Carolina) war Offizier des US-Heeres, Brigadegeneral des konföderierten Heeres im Sezessionskrieg und Professor am Polytechnischen Institut von Virginia.

## Leben
Boggs wurde in Augusta, Georgia, geboren. Er besuchte die Augusta Academy und gewann ein Stipendium für die Militärakademie in West Point, New York. Er beendete sein Studium 1853 als viertbester seines Jahrgangs und diente als Leutnant in der Pioniertruppe. Ein Jahr später wurde er zum Oberleutnant befördert, nach Louisiana versetzt und 1859 zum Hauptmann befördert.
1861 ging er nach Charleston, South Carolina, wo er unter Brigadegeneral Beauregard diente. Später wurde er nach Pensacola, Florida versetzt und übernahm das Kommando über die Pioniertruppe und die Artillerie von Generalmajor Bragg. Beauregard und Bragg bestätigten ihm sein Können und seine Führungsqualitäten. Infolgedessen wurde Boggs 1862 zum Pionierführer in Georgia ernannt. Am 4. November 1862 wurde er, nach seinem Dienst unter Generalmajor Pemberton in Georgia und Florida, zum Brigadegeneral befördert.
Nach dem Bürgerkrieg bis 1875 arbeitete Boggs als Architekt, als Eisenbahn-Ingenieur im Bereich Konstruktion und als Bergbau-Ingenieur in St. Louis, Missouri. Später wurde er Professor am Polytechnischen Institut von Virginia. Seine Zeit als Rentner verbrachte er in Winston-Salem, North Carolina, wo er am 11. September 1911 im Alter von 82 Jahren verstarb.